# الگوریتم‌های کلید متقارن
هدف از یک سیستم رمز کلید متقارن، ایجاد محرمانگی یا جامعیت برای سیستم رمز است. هدف مهاجم نیز بدست آوردن متن اصلی از متن رمزشده است. اگر بتوان بیت‌های کلید را کاملاً بدست آورد، می‌گوییم آن سیستم رمزشده کاملاً شکسته شده، و اگر قسمتی از متن اصلی از متن رمزشده بدست آید، می‌گوییم آن سیستم به‌طور نسبی شکسته شده است. برای برآورد میزان امنیت، باید فرض کنیم مهاجم به موارد زیر کاملاً دسترسی دارد:
- اطلاعات ارسالی از طریق کانال مخابراتی.
- تمام جزئیات مربوط به تابع رمزنگاری بجز بیت‌های کلید[۱]

الگوریتم رمز کلید متقارن دو فرایند را شامل می‌شود که معکوس یکدیگرند: رمزگذاری و رمزگشایی. رمزگذاری تبدیل یک پیام مفید یا متن اصلی به یک پیام مبهم و نامفهوم به نام متن رمز شده است. رمزگشایی تبدیلی است که در آن متن اصلی از متن رمز شده، بازیابی می‌شود.
برای بررسی بیشتر به الگوریتم کلید متقارن مراجعه گردد.